# سپوییل
سپوییل (به چکی: Spojil) یک منطقهٔ مسکونی در جمهوری چک است که در ناحیه پاردوبیتسه واقع شده‌است. سپوییل ۳۴۲ نفر جمعیت دارد.

## نگارخانه

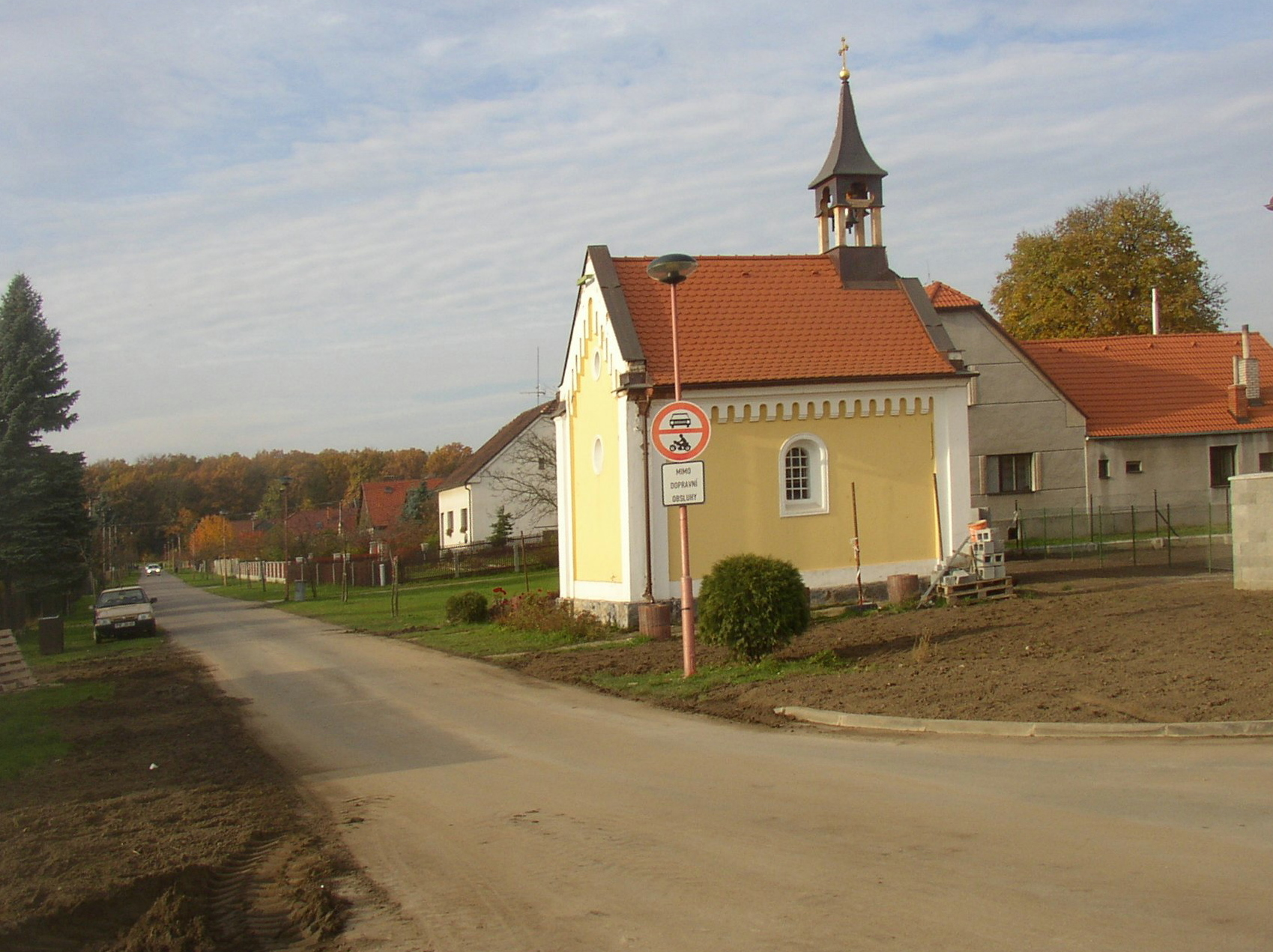
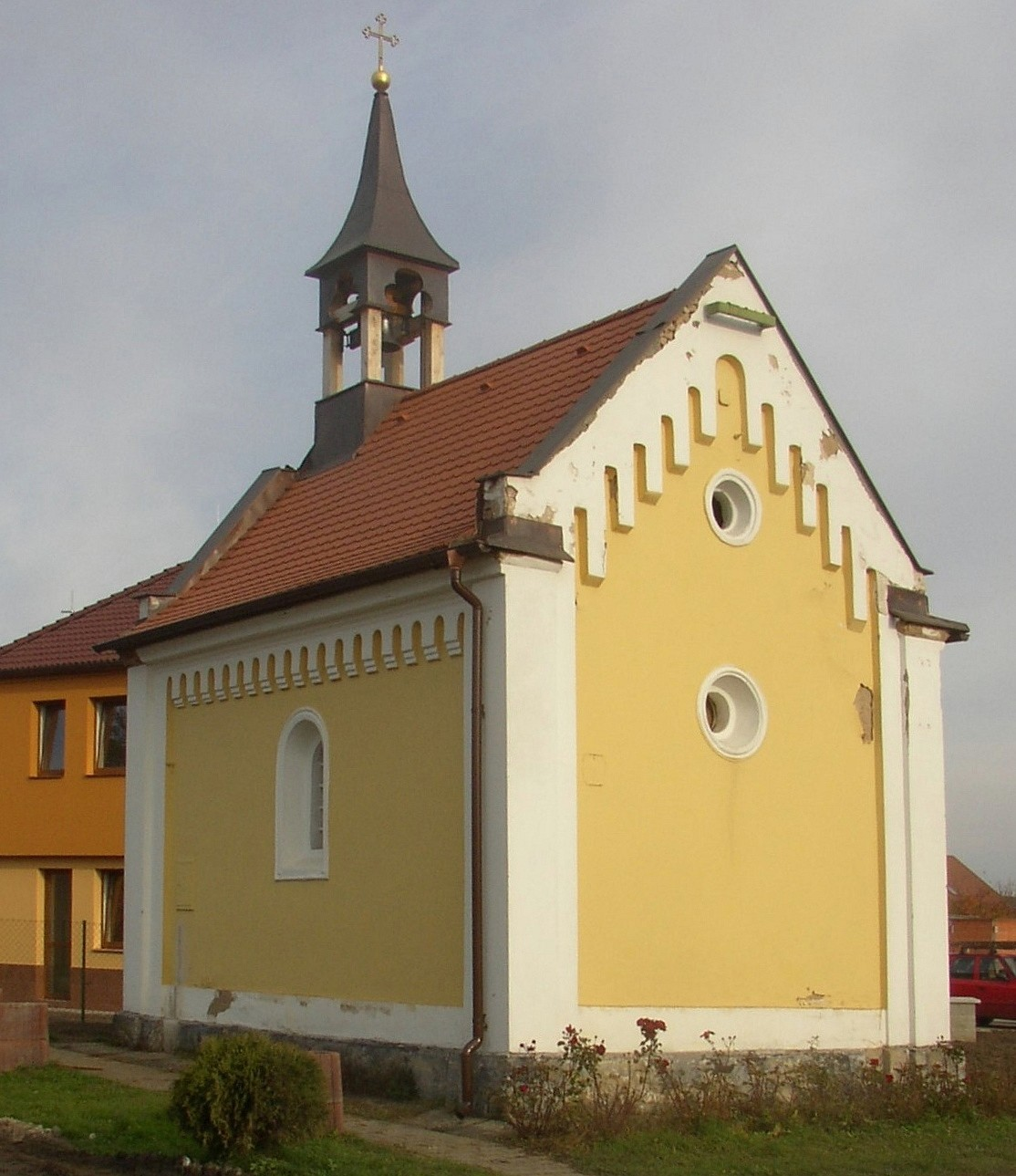